# عزیزآباد پایین (نرماشیر)
عزیزآباد پایین، روستایی در دهستان عزیزآباد بخش مرکزی شهرستان نرماشیر در استان کرمان ایران است.

## جمعیت
بر پایه سرشماری عمومی نفوس و مسکن در سال ۱۳۹۵، جمعیت این روستا برابر با ۲٬۲۶۱ نفر (۷۲۷ خانوار) بوده‌است.